# Ene Mene Bu – und dran bist du
ENE MENE BU – und dran bist du ist eine Fernsehsendung rund um das Thema Basteln für Kinder im Vorschulalter, die seit 2011 im KiKA ausgestrahlt wird. Im Jahr 2016 wurde das Format mit dem Grimme-Preis ausgezeichnet.

## Inhalt
ENE MENE BU zeigt Kinder beim Malen, Basteln und kreativen Gestalten. Dabei wird die Sendung nicht moderiert, sondern nur von Kommentaren der Kinder begleitet. Einige der Bastelarbeiten werden in gemischten Realfilm- und Animationssequenzen bewegt dargestellt. Außerdem werden die Zuschauer aufgefordert, sich aktiv an der Sendung zu beteiligen, etwa indem sie ihre Bastelarbeiten einsenden. Eine Auswahl der eingeschickten Objekte wird dann, zum Teil ebenfalls animiert, in einem virtuellen Museum in der Sendung sowie im Internet präsentiert.
Ein sendungsbegleitendes Bastelbuch mit dem Titel Ene Mene Bu – Das Bastelbuch: Malen, schneiden, reißen, knüllen erschien 2015.

## Auszeichnungen
- 2012: Prix Jeunesse in der Kategorie „Up to 6 Non-Fiction“[1]
- 2012: Goldener Spatz: Preis der Fachjury in der Kategorie „Bestes Vorschulprogramm“[2]
- 2012: ABU Prize der Asia-Pacific Broadcasting Union in der Kategorie „TV Children“[3]
- 2016: Grimme-Preis in der Kategorie „Kinder & Jugend / Innovation“[4]

## Produktion
Für eine zehnminütige Folge des Formats wendet KiKA nach eigenen Angaben im Schnitt 3.100 Euro auf.

## Veröffentlichungen
- Andrea Wegener, Julia Hansen: Ene Mene Bu – Das Bastelbuch: Malen, schneiden, reißen, knüllen. frechverlag, Stuttgart 2015, ISBN 978-3-7724-5711-1.